# José Jackson Veyán
José Jackson Veyán (Cádiz, 6 de julio de 1852-Madrid, 31 de mayo de 1935) fue autor teatral, poeta y telegrafista español.

## Biografía
Hijo único del dramaturgo y actor Eduardo Jackson Cortés y de la actriz Dolores Veyán Carvajal, era nieto por parte de padre de un marino y comerciante inglés que se estableció en Cádiz. Huyendo de la carrera de Farmacia a causa de sus aficiones literarias (en 1870 ya había colaborado en la revista gaditana La Guardilla Artística y estrenado la pieza dramática ¡Guerra a las mujeres!). Opositó al Cuerpo de Telégrafos, e ingresó en 1871 como oficial segundo. Su primer destino fue Santander. Allí hizo amistad con William Rowland, nieto del famoso sir Robert Rowland Hill; de inmediato empezó a componer versos que enviaba a la prensa. Mientras tanto seguía su carrera profesional en Telégrafos: Vicálvaro (1874-1878), El Pardo (hacia 1881), Alcalá de Henares, Leganés (1882-1883), Arganda del Rey, Carabanchel Bajo y en la central telegráfica de Madrid , aunque también estuvo destinado en oficinas de Pravia (Asturias) y Vilches (Jaén). Finalmente entre 1911 y 1914 fue jefe de Telégrafos en Valladolid y se jubiló como inspector del Cuerpo de Telégrafos en Sevilla el 6 de julio de 1917 a los sesenta y cinco años de edad, como jefe superior de la Administración.
En Santander encargó en 1892 el Panteón del Inglés, en memoria de su amigo británico William Rowland que falleció tres años antes al caerse de su caballo en el mismo lugar en el que está ubicado el monumento. Matilde Camus transcribe parte de "Breves Apuntes" de Jackson donde él mismo cuenta lo que motivó su construcción:

«Mi estimado amigo de la infancia, William Rowland, nieto del famoso profesor inglés Sir Robert Rowland Hill, coterráneo y gran amigo, éste, de mi abuelo paterno, era uno de mis más asiduos visitantes durante los meses de estío e incluso en el otoño. Lamentablemente, en septiembre de 1889, cuando Rowland y yo cabalgábamos tranquilamente cerca del acantilado, mientras el mar, con mayor furia que de costumbre rompía con estruendo sobre las rocas, el caballo que montaba mi amigo se asustó de tal forma que le derribó. A consecuencia de la fuerte caída sufrió un duro golpe en la cabeza, con rotura craneana, que le produjo la muerte instantánea. En tanto el caballo, por su propio peso, rodaba despeñándose contra las rocas. A petición de la familia, ocupándome de todo y en resistente caja mortuoria, el cadáver de Rowland fue trasladado prontamente a Inglaterra».

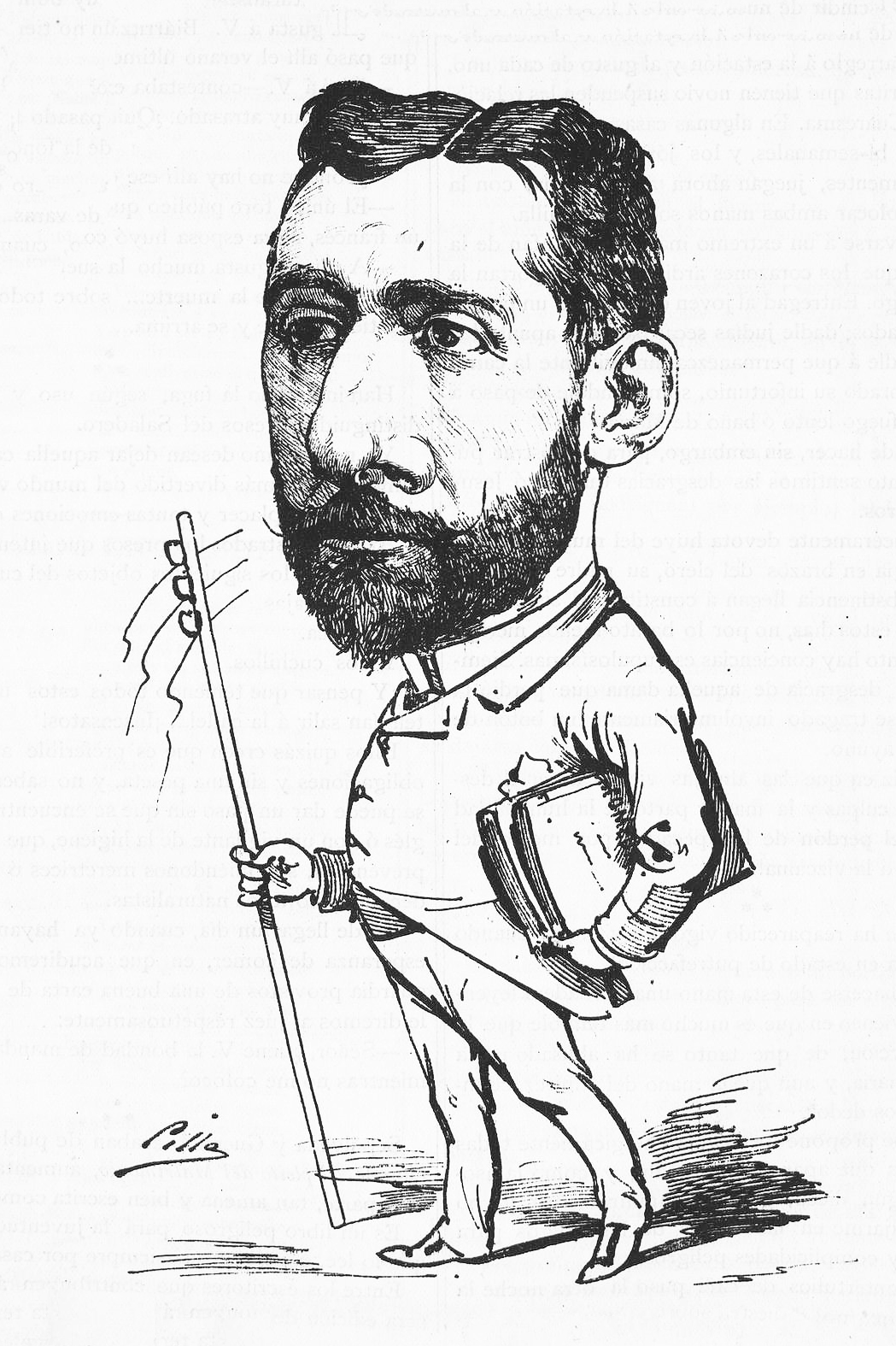
Caricaturizado por Cilla (Madrid Cómico, 16 de marzo de 1884)

En Madrid empezó su carrera dramática con piezas cortas para el teatro por horas, a veces en colaboración con su padre. En 1876 imprimió un libro de versos, Primeros acordes. En cuanto a las piezas dramáticas, llegó a la cifra de al menos 185 libretos de zarzuela y género chico, algunos como autor y otros como coautor. Colaboró, aparte de con su padre, con figuras tan destacadas como el escritor Carlos Arniches, Ramos Carrión, Salvador María Granés, Navarro Gonzalvo, Eloy Perillán, Felipe Pérez y Eusebio Sierra y los compositores Tomás Bretón, Manuel Fernández Caballero, Ruperto Chapí, Federico Chueca, Amadeo Vives y Rafael Calleja entre otros.
De sus obras destacan los libretos de El barquillero, El capote de paseo, Los trabajadores, Château Margueaux, su favorita, y La espada de honor, con música de Guillermo Cereceda, estrenada en 1892 y que se mantuvo muchos meses en cartel; en el género lírico destacan Primeros acordes, Mi libro de memorias y Allá va eso. 
Sobre Arganda del Rey escribió algunas obras como: De Madrid  a  Arganda. Viaje barato  en ferrocarril  económico,  Poema. Publicado en Madrid Cómico, el 30 de abril de 1887, tras un hecho de tanta importancia como la inauguración  de  la línea de ferrocarril que unía Madrid y Arganda. Escribió también una obra, esta vez relacionada con el vino, que fue El cosechero  de  Arganda, estrenada en el teatro Recoletos, de Madrid. Una obra que tuvo un gran éxito. José Jackson representó en Arganda, y en otras  localidades madrileñas, algunas piezas teatrales, que tenían como protagonistas a la telegrafista, escritora y periodista Consuelo Álvarez, Violeta, que actuaba como narradora, y a su hija la también telegrafista y actriz Esther Azcárate. 
Fue ascendido al puesto de oficial primero y destinado en 1903 a Biblioteca de Telégrafos, como director de la misma. Consiguió que la Dirección General de Correos y Telégrafos adquiriera numerosos libros técnicos para que sus compañeros pudieran estudiar. Permaneció en este destino diez años. Se jubiló en Sevilla en 1917, como Jefe Superior de Administración. Sus compañeros telegrafistas le patrocinaron un libro con sus poemas titulado Mi despedida. Colección de Versos, para hacerle un homenaje en su jubilación lo  prologaba  Díez de  Tejada,  y en  la  portada aparecía  una  fotografía suya  y  una dedicatoria  “Para  mis queridos compañeros de Telégrafos”.
Fue periodista habitual en revistas y semanarios de la época: redactor en Madrid de La Ilustración Española y Americana, La Moda Elegante, Madrid Cómico y El Cascabel; colaborador en El Imparcial y El Heraldo y en las revistas Blanco y Negro, Mundo Cómico, Barcelona Cómica y El Gato Negro entre otras, así como en revistas corporativas como El Telegrama y El Telegrafista Español. Toda esta infatigable actividad se debía a la necesidad de alimentar a los veintidós hijos que llegó a tener de dos matrimonios y a su carácter pródigo, por lo que al llegar su jubilación en 1917 estaba prácticamente arruinado, a pesar del dineral que llegó a cobrar en sus momentos de gloria teatral, en los que se permitía veranear en Castro Urdiales con toda su enorme familia, pues nunca rompió del todo el contacto con Santander. Fue de carácter bonancible y generoso, aunque también guasón y chistoso; una de sus manías particulares era la de hacerse pasar por hombre pendenciero, asesino y matasiete.
Jackson Veyán fue además secretario del Círculo Artístico y Literario de Madrid, socio de mérito del Fomento de las Artes y socio de número del Centro Instructivo del obrero en Madrid, e individuo de la Academia de Ciencias y Artes de Cádiz y de la Sociedad de Escritores y Artistas de la misma ciudad, entre otras. 
Recibió diversas distinciones. Tuvo la Cruz del Mérito Militar como oficial de Telégrafos durante la última guerra carlista; en 1879 obtuvo la cruz de la Orden de Isabel la Católica por un poema a la boda de Alfonso XII; al año siguiente consiguió diploma de honor en los Juegos florales de Ferrol y en 1881, año en el que se celebró el segundo centenario de la muerte de Calderón de la Barca, obtuvo los tres primeros premios por tres distintas composiciones en los certámenes del Fomento de las Artes de Madrid, Universidad de Zaragoza e Instituto de León.

## Obras

### Zarzuelas
- Caricaturizado en Madrid Cómico (1912)Con música de Federico Chueca:

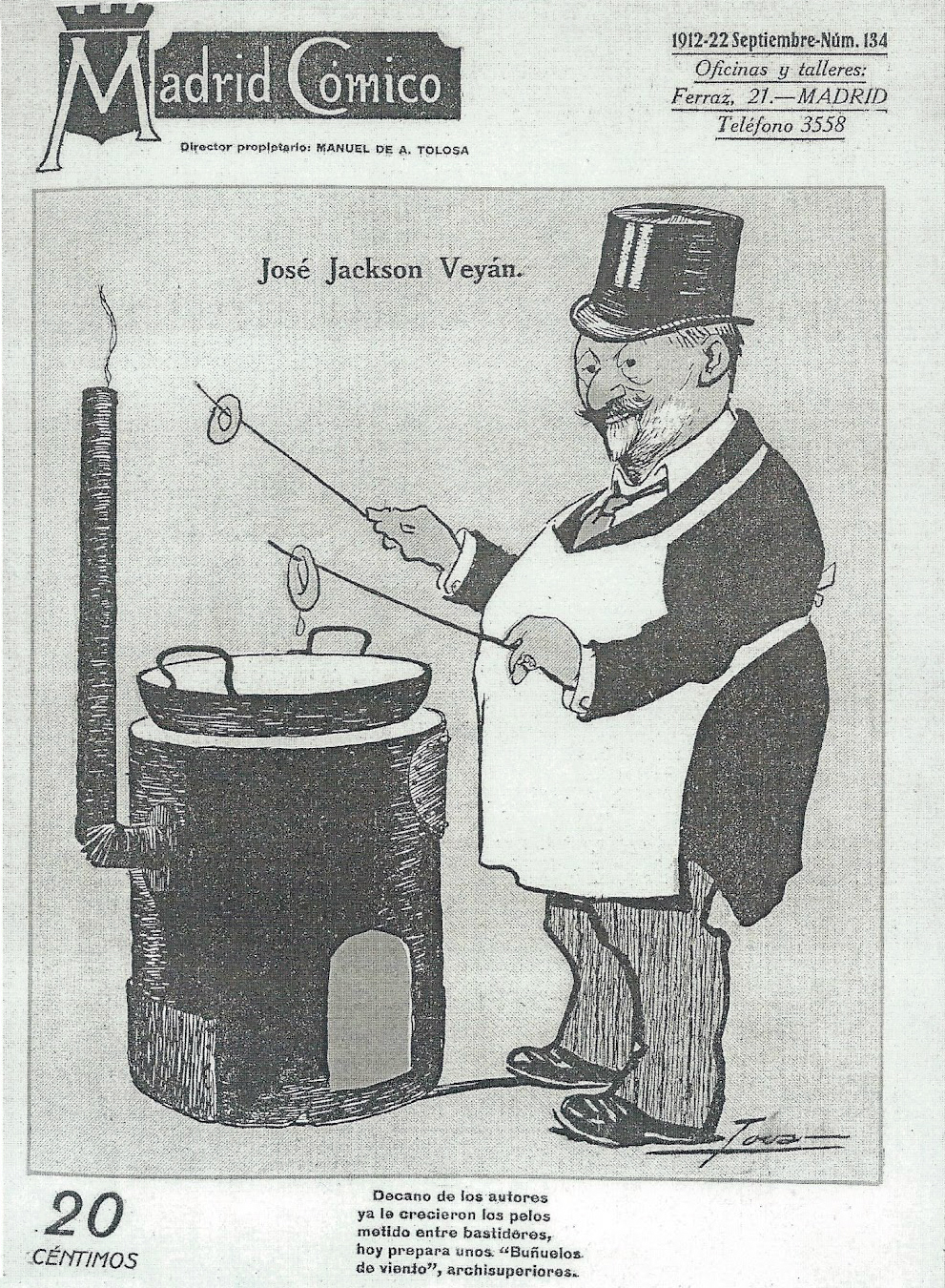
Caricaturizado en Madrid Cómico (1912)

  - “De Madrid a París”, estrenada en 1889
  - “La caza del oso”, en 1891
  - “Las zapatillas”, en 1895
  - “Los arrastraos”, en 1899
  - “El capote de paseo”, en 1901
  - “La borracha”, en 1904.
- Con música de Ruperto Chapí:
  - “Los trabajadores”, estrenada en el Teatro Apolo el 10 de enero de 1891 y dedicada por Jackson al Centro Instructivo del Obrero.
  - “El sí natural”, en 1897
  - “El barquillero”, en 1900
  - “La chica del maestro”, en 1903.
- Con música de Tomás Bretón:
  - “La cariñosa” estrenada el 15 de diciembre de 1899 en el Teatro de la Zarzuela.
- Con música de Amadeo Vives:
  - “El dinero y el trabajo” , de 1905
  - “La gatita blanca” y ”El guante amarillo”, de 1906
  - “La fresa” , de 1910.
- Con música de (Manuel Fernández Caballero)
  - "Chateau Margaux" Estrenada el 5 de octubre de 1887 en el Teatro Variedades de Madrid.
- Con música de Arturo Saco del Valle:
  - "La Indiana", estrenada en 1893
  - "Tres artistas extranjeros", estrenada en 1894
  - "La flor de la montaña", estrenada en 1894
  - "El dinero y el trabajo", estrenada en 1905 (música también de Amadeo Vives)
  - "La Marujilla", estrenada en 1905 (música también de Pascual Marquina)
  - "Tropa ligera", estrenada en 1909
  - "La corza blanca", estrenada en 1910 (música también de Juan Crespo)
  - "Aquí y en Valladolid", fechada en 1910 (música también de Tomás Mateo)
  - "Rey y reina", fechada en 1912 (música también de Rafael Calleja Gómez)

### Otras obras
- Primeros acordes, 1876.
- El cosechero  de  Arganda
- Mi libro de memorias
- Allá va eso
- Ensaladilla rusa
- Mi despedida. Colección de Versos